# Uğur Rıfat Karlova

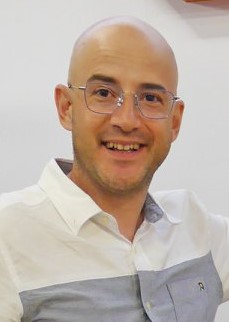
Uğur Rıfat Karlova, 2020

Uğur Rıfat Karlova (* 2. August 1980) ist ein türkischer Stand-up-Comedian, Schauspieler, Autor und TV-Moderator in Taiwan.

## Leben
Karlovas Fernsehkarriere startete 2006 in Taiwan mit der Dokumentation „The History of Taiwan People“. Die Produzenten entdeckten ihn auf der Straße und luden ihn zum Vorsprechen ein. Karlova besetzte die Rolle des George Leslie Mackay, eines Zahnarztes und Missionars im 19. Jahrhundert in Taiwan. Diese Rolle verschaffte ihm Chancen auf kommende Projekte in der Entertainment-Industrie in Taiwan und Fernost.
Karlova hatte nun Auftritte in einigen Werbespots, die in Taiwan wie auch in China ausgestrahlt wurden. Seine erste große Werbung war für 3M's Table Light. Er hatte auch weitere kleinere Rollen in Werbungen wie zum Beispiel für Biore Cream. 2008 benutzte das bekannte FHM-Magazin Karlovas Foto für die Werbung für die Augustausgabe. Im selben Jahr startete auch die Fernsehserie Faysal Agabey, in der Karlova den Ingenieur Aladin spielt. Die Serie war die teuerste Produktion des buddhistischen Senders Great Love TV. Danach spielte Karlova wieder in verschiedenen Werbespots mit, unter anderem für Te Quiero Diamond uhren, Taipei City Tourism Introduction, Nissan and Gigabyte Produkte. Besonders die Werbung für Nissan steigerte seine Bekanntheit in der Branche.
Währenddessen besuchte Karlova einige der bekanntesten Sendungen in Taiwan, wie Li Jing's Zhuang Shı Ye Zong Hui the talent show, Daxüe Sheng Le Mei der Universitätstalkshow mit den Stars Aken, Nado and Taoz. In der Show "Halin Teacher Hi" mit dem bekannten TV-Star Halin hatte Karlova mehr als 30 Auftritte. Diese Show half ihm, die türkische Kultur einem breiten Publikum vorzustellen. Karlova entwickelte sich als Künstler weiter und so zählen nun Imitationen von Aaron Kwok und Stanley Huang zu seinem Repertoire. Diese waren die ersten Imitationen eines Ausländers in Taiwan. Sein Künstlername ist Wu Feng.

## Stand up comedy
Seine Bühnenkarriere startete Karlova im Comedy Club Taipeh, der der einzige seiner Art in Taiwan ist. Mittlerweile hat er dort schon mehr als 50 Auftritte gehabt, die er alle auf Chinesisch absolvierte. Eine weitere Besonderheit von Karlova ist, dass er immer barfuß auf der Bühne steht. Er selbst sagt: „Barfuß zu spielen hilft mir, die hölzerne Bühne besser zu fühlen. Erst dann fühle ich die Bühne richtig.“